# Édouard Maubert
Pour les articles homonymes, voir Maubert.
Louis Joseph Édouard Maubert, né à Calais le 30 janvier 1806 et mort le 30 avril 1879 à Paris, est un peintre français d'histoire naturelle.

## Vie et carrière
Édouard Maubert, fils d'une lignée de maîtres couteliers de Thiers établie 30, rue Royal à Calais, naît le 30 janvier 1806 au no 32, rue de la Cloche dans la vieille cité, bastion militaire, entourée de fortifications, dont l’essor est dû principalement à la fabrication de la dentelle et à l’activité de son port.
Sa famille ouverte aux arts, lui offre une éducation artistique qui le dirige vers la peinture. Son oncle Mathias Maubert, directeur et professeur d'une école de musique rue de la Comédie et membre de la Société philharmonique de cette ville favorise certainement le don d'Édouard pour le dessin. La filière d'apprentissage suivie par Édouard Maubert est à ce jour encore mal connue, mais elle s’est forcément effectuée auprès d'artistes locaux. Comme Édouard Maubert aura fréquemment recours à l’aquarelle, on peut supposer qu’il fréquente Louis Francia, spécialiste de cette technique, qui séjourne à Calais. Si tel est le cas, Francia a pu également introduire le jeune Maubert auprès de ses relations, nombreuses à Paris.
En 1837, il est introduit, auprès de la Société royale d’Horticulture, et du Muséum national d'histoire naturelle dirigé alors par Eugène Chevreul. Il s’installe tout d’abord, dans le 5e arrondissement, rue Copeau, milieu des artistes et des étudiants, puis au numéro 22bis, rue du Marché-aux-Chevaux. Au numéro 33 de la même rue, Jacques Margottin, rosiériste reconnu, cultive ses célèbres roses, non loin du Jardin des plantes de Paris, dans un quartier qui est alors un grand centre horticole.
En 1838, Édouard Maubert s’attache à reproduire dans un décor naturel inspiré des serres du Jardin des Plantes, une lionne et ses lionceaux. Il prend ses modèles, parmi les animaux de la ménagerie de ce jardin.
En 1839, il se spécialise dans l’illustration botanique et horticole. On voit son nom apparaître dans L’Horticulteur universel - Le Journal horticole - L’Horticulteur français, le Journal des roses, dont l'élaboration est souvent le résultat d’une collaboration d’éminents spécialistes en horticulture, et dont la parution bénéficie de la faveur d’un public toujours plus large. François Hérincq, Charles Lemaire, Victor Paquet, Édouard André célèbre paysagiste qui réalisa la Roseraie de L'Haÿ-les-Roses, figurent parmi les directeurs de ces nouvelles revues.
Peintre attaché au Muséum national d'histoire naturelle et au Jardin des plantes de Paris, il réalise de nombreuses illustrations de plantes étrangères ornementales. Édouard Maubert s'attache à dessiner chaque plante depuis la racine jusqu'aux graines avec les détails qui la caractérisent.
Au service de la science, il travaille avec les plus grands botanistes de son temps Charles d’Orbigny, J. J. Linden… dont les ouvrages scientifiques sont de grande qualité. En conséquence, son nom se trouve associé à des publications majeures.
De nombreux artistes comme, Alfred Riocreux attaché à la Manufacture de Sèvres et Pierre Adrien Chabal-Dessurgey, directeur de l’atelier de peinture de fleurs de la Manufacture nationale des Gobelins, Turpin, Oudar, partagent avec lui la grande tradition française de la peinture scientifique.
Édouard Maubert peint d’innombrables fleurs, mais les roses figurent parmi ses plus belles réalisations. En raison de la vogue immense que connurent ces fleurs au XIXe siècle, il est animé du même souci de restituer la vérité botanique qui devait rendre les roses étonnantes d'exactitude.
On compare alors le talent d’Édouard Maubert à celui de Redouté.
En tout état de cause, les fleurs ont toujours inspiré Édouard Maubert. Il les peindra jusqu’en février 1879, la dernière sera une rose, la rose 'Charles Margottin', pour le Journal des roses. Il meurt le 30 avril 1879 dans son appartement parisien, 15, rue Buffon dans le 5e arrondissement.

## Principales publications
- Traité de la culture des Géraniums, des Calcéolaires, des Verveines et des Cinéraires, Charles Antoine Lemaire et Alexandre Chauvière, Paris, 1842.
- Herbier général de l'amateur, J. Loiseleur Deslongchamps, Paris, 1839-1844.
- Choix des plus belles Roses, Paris, 1845, éditeur Louis Eustache Audot, 17 planches in-folio.
- Annales de Flores et Pomones, Paris 1832-1848, éditeur Rousselon.
- Horticulteur Universel, revue horticole, Charles Lemaire, Paris, 1839-1847.
- Dictionnaire universel d’Histoire naturelle dirigé par Charles d’Orbigny, Paris, 1842-1861, 16 volumes, 50 planches de botanique.
- Iconographie descriptives des Cactées, Charles Antoine Lemaire, Paris, 1842-1847, 8 livraisons, 16 planches, in-folio.
- Histoire naturelle des Iles Canaries, Philippe Barker et Sabin Berthelot, Paris, 1835-1850, atlas de 36 planches in-folio.
- Illustrationes plantarum orientalium Jaubert (Hippolyte, comte), Paris, 1842-1857, 5 volumes.
- Pescatorea Iconographie des orchidées J. J. Linden, Bruxelles, 1854-1860, 1 volume, 48 planches, in-folio.
- Illustrations of the genux Carex … Boot Francis London, 1858-1867, 4 parties.
- Le règne végétal, P.O. Réveil, A. Dupuis, Fr. Gérard et Fr. Herincq, Paris, 1864-1871, 17 volumes.
- Revue Horticole, journal d'horticulture pratique, Paris.
- L'Horticulteur Français, François Hérincq, Paris.
- Portefeuille des Horticulteurs, journal pratique des jardins, Paris 1847-1848.

## Galerie

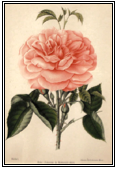
Rose 'Princesse de Metternich'
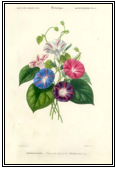
Liseron des jardins
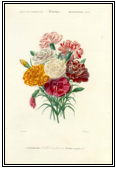
Œillets
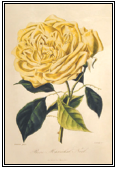
Rose 'Maréchal Niel'

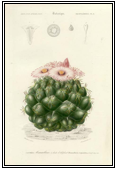
Cactée mammillaire à dents d'éléphant
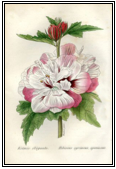
Hibiscus syriacus
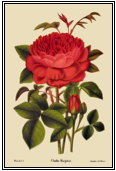
Rose 'Margottin'
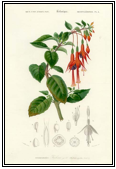
Fuschia

## Hommages
Baptême du Rosier " Souvenir d'Edouard Maubert" 6 juin 2009.
Des expositions lui sont consacrées, en 2009, à L'Haÿ-les-Roses, au Muséum national d'histoire naturelle à Paris, Calais, Bayeux à l'occasion du 130e anniversaire de sa mort.
L'association Groupe Edouard Maubert, fondée par les descendants de l'artiste, lui rend hommage et fait vivre sa mémoire à travers un site Web qui lui est consacré Louis Edouard Maubert - Peintre d'Histoire Naturelle.

## Un fils peintre et lithographe
Son fils et élève, Gabriel Louis Édouard Léon Maubert (Paris 1853 - Paris 1911), est initié très tôt à la peinture et à la sculpture sur bois. Il est introduit au Muséum d’Histoire naturelle comme adjoint naturaliste dès 1870. On retrouvera leur signature "Maubert père et fils" sur des ouvrages réalisés en commun notamment pour le Muséum d'Histoire naturelle, le Journal des roses, etc.